# Eubliastes conspersus
Eubliastes conspersus är en insektsart som först beskrevs av Scudder, S.H. 1869.  Eubliastes conspersus ingår i släktet Eubliastes och familjen vårtbitare. Inga underarter finns listade i Catalogue of Life.